# Ratu Ilmu Hitam
Ratu Ilmu Hitam, estrenada internacionalment com The Queen of Black Magic és una pel·lícula de terror sobrenatural indonèsia del 2019 dirigida per Kimo Stamboel i escrita per Joko Anwar. La pel·lícula és un remake solt de la pel·lícula de terror indonèsia de 1981 del mateix nom produïda també per Rapi Films. És protagonitzada per Ario Bayu, Hannah Al Rashid, Adhisty Zara, Ade Firman Hakim, Muzakki Ramdhan i Ari Irham. Hakim va rebre un Premi Citra al millor actor secundari pòstum per la seva actuació a la pel·lícula.

## Argument
Hanif, Nadya i els nens Sandi, Dina i Haqi viatgen a l'antic orfenat d'Hanif per veure en Pak Bandi, el seu antic cuidador enllitat. Hanif atropella alguna cosa però només troba un cérvol, sense adonar-se d'una jove ensangonada estirada en una trinxera invisible. La família es troba a l'orfenat pels amics de la infància de Hanif, Anton i Jefri, les seves dones Eva i Lina respectivament, així com la Maman i la Siti, que ara són les cuidadores. Excepte els nens més grans Hasbi i Rani, el lloc està buit ja que els altres encara estan de viatge amb autobús. Quan registra els nens a les seves habitacions, la Hasbi es burla de Rani, que la seva mare va deixar a l'orfenat però està segura que tornarà. Després que en Haqi li pregunti sobre una porta tancada, la Rani li explica sobre l'Ibu Mirah, un cuidador que es va tornar boig afirmant que una noia fugitiva anomenada Murni havia estat animada per un dimoni. Pensant que Ibu Mirah havia matat en Murni, la van tancar a aquella habitació fins que va morir.
Tement que va atropellar una persona, Hanif porta Jefri al lloc de la col·lisió, on troben la noia i l'autobús que transporta nens morts de l'orfenat. Col·loquen la noia al maleter d'en Hanif. L'Anton investiga l'autobús que es dirigeix a la policia i és assassinat per màgia negra, mentre que a l'orfenat, la Lina i l'Eva s'automutilen. La Nadya els porta a l'hospital amb els adults, però segueix fent cercles, recordant a Jefri que el mateix va passar quan ell, l'Anton i l'Hanif van intentar escapar després que li diguessin que Ibu Mirah havia immolat tres noies amb màgia negra. Es revela que Pak Bandi els va ordenar que enterressin Ibu Mirah a l'habitació ara tancada. Condueixen enrere.
La Nadya troba fotos inadequades de noies de l'orfenat, inclosa la Siti, sota el llit de Pak Bandi, fet que les fa sospitar que practica màgia negra per venjar-se. Siti jura la seva innocència però confirma que Pak Bandi va molestar totes les noies i va ser qui va cremar les tres noies com a advertència. Ibu Mirah va recórrer a la màgia negra per protegir les noies i matar a Pak Bandi, però va morir abans de tenir èxit. La noia del maleter de Hanif, Mustika, es desperta. Ella revela que l'autobús va ser interceptat per una dona que va matar a tothom, però Mustika no es va veure afectada perquè no va sentir l'encanteri pels seus auriculars; Va sortir corrent però va ser atropellada pel cotxe d'en Hanif. Hanif dedueix que aquesta dona era la venjativa Murni, que, a diferència de la història de Rani, és de fet la filla biològica d'Ibu Mirah.
Apareix Murni i els castiga amb tortures infernals, perquè, tot i que no li van fer cap mal, el seu desconeixement del calvari de la seva família "també és un pecat". Per tant, han de sentir el que va sentir quan va morir la seva família. Ajudat per la Rani, que s'entén que és la seva filla, Murni li dóna a Nadya una opció: matar a Hanif o els seus fills moren. Haqi apunyala Murni per darrere i Nadya la decapita. La Murni es torna a col·locar el cap, però és immolada per Nadya i s'ensopega amb l'incapacitat Pak Bandi. La Nadya i la seva família escapen.
A l'epíleg, la Nadya veu una breu aparició de Murni quan recull en Haqi de l'escola. Mentrestant, a l'edifici de l'orfenat que ara s'ha venut, els sons dels peus de l'Ibu Mirah ressonen als seus passadissos.

## Repartiment
- Ario Bayu com a Hanif
- Hannah Al Rashid com a Nadya
- Adhisty Zara com a Dina
- Muzakki Ramdhan com a Haqi
- Ari Irham com a Sandi
- Ade Firman Hakim com a Maman
- Sheila Dara Aisha com a Siti
- Tanta Ginting com a Anton
- Miller Khan com a Jefri
- Imelda Therinne com a Eva
- Salvita Decorte com a Lina
- Shenina Cinnamon com a Rani

## Producció

### Desenvolupament
La pel·lícula és un remake solt del clàssic de terror indonesi de 1981 del mateix nom del director guanyador del Premi Citra, Imam Tantowi, basat en un guió de Subagio Samtani i protagonitzat per Suzzanna. Joko Anwar va anomenar el llargmetratge de 1981 com una de les seves pel·lícules preferides d'Indonèsia i que quan se li va apropar per escriure el guió, "no va haver de pensar-s'ho dues vegades". Anwar va desenvolupar un nou història mantenint els elements bàsics de la màgia negra i la venjança..
L'èxit de Pengabdi Setan d'Anwar del 2017, també un remake solt d'una pel·lícula de terror al catàleg de Rapi Films, va inspirar al productor executiu Sunil Samtani a explorar la possibilitat de reinventar una altra del terror clàssic del seu estudi. teror-film-horor|access-date=2021-02-09|website=Bisnis.com}}</ref> Es va estimar que el pressupost de la pel·lícula superava els 10.000 milions de Rp, amb un 60% destinat a costos de producció i el 40% restant destinat a màrqueting.

### Rodatge
La pel·lícula es va rodar en 24 dies a Cirebon, Java Occidental, Indonèsia amb més de 100 membres de la tripulació implicats.

### Post-producció
En algunes de les escenes de la pel·lícula es van emprar efectes de CGI realitzats per quatre equips diferents en tres mesos. Samtani va afirmar que el procés CGI va ser l'etapa més difícil de la producció, ja que "volen augmentar el nivell de terror".

## Llançament
Ratu Ilmu Hitam es va estrenar el 7 de novembre de 2019 a Indonèsia. A Amèrica del Nord, es va publicar el Shudder com a part de la seva programació original el 28 de gener de 2021.

## Recepció

### Taquilla
Després d'11 dies d'estrena àmplia, Ratu Ilmu Hitam va vendre més de 700 mil entrades. Al final de la seva carrera a les sales, va acabar amb 907.386 entrades, la qual cosa la converteix en la catorzena pel·lícula nacional més taquillera de 2019.

### Resposta crítica
A l'agregador de ressenyes Rotten Tomatoes, la pel·lícula té una puntuació del 90 % basada en 48 ressenyes. El consens del lloc afirma: "Ratu Ilmu Hitam barreja trauma soterrat amb terror sobrenatural per produir una barreja fosca que els fans del gènere assaboriran." A Metacritic, té una puntuació mitjana de 54 basada en 5 ressenyes, cosa que indica una recepció crítica mixta.
Simon Abrams de RogerEbert.com va donar a la pel·lícula 2,5 estrelles en una ressenya mixta, assenyalant que "la història d'estil whodunit de la pel·lícula és, afortunadament, prou convincent per mantenir les coses en marxa", però va criticar la representació de la violència de la pel·lícula, considerant-la "molesta perquè és impossible d'entendre". Meagan Navarro de Bloody Disgusting també va fer una crítica mixta, i va escriure que la pel·lícula "potser no reinventa la roda, però ofereix un munt de diversió escandalosa".
Dan Stubbs de NME va ser més positiu, donant a la pel·lícula 4 estrelles de 5 i comparant-la favorablement amb la sèrie de pel·lícules Evil Dead de Sam Raimi. En destacar la participació d'Anwar, que va estrenar la seva pel·lícula de terror popular Impetigore poques setmanes abans de Ratu Ilmu Hitam, Stubbs va comentar que la pel·lícula "no [é]s tan intel·ligent com Impétigore, per descomptat, però és un viatge infernal." Comparant la pel·lícula amb el material original de 1981, Marshall Estes de The Spool va considerar que la pel·lícula és "més agradable per a un públic global", però va criticar la pel·lícula perquè "falta d'un protagonista clar".

## Premis
Al LIII Festival Internacional de Cinema Fantàstic de Catalunya va guanyar el Premi Midnight X-Treme i el Premi Focus Asia.